# Adalius Thomas
Adalius Donquail Thomas (18 de julho de 1977, Equality, Alabama) é um ex-jogador profissional de futebol americano estadunidense que atualva como linebacker pelo Baltimore Ravens e pelo New England Patriots na National Football League. Ele foi campeão da temporada de 2000 da NFL jogando pelos Ravens.